# Schlacht bei Lanckorona
Als Schlacht bei Lanckorona wird die zweite und eigentliche Schlacht vor dem Berg von Lanckorona am 23. Mai 1771 bezeichnet, die eine der bedeutendsten Zusammenstöße polnischer und russischer Truppen im Krieg der Konföderation von Bar war.

## Vorgeschichte
Am 22. Februar 1771 verteidigten die Konföderierten von Bar Burg Lanckorona und das dazugehörende Städtchen Lanckorona vor der Kaiserlich Russischen Armee. Dabei wurde sie nach einem überraschenden Sieg der Konföderierten zum Rückzug gezwungen, obwohl sie zahlenmäßig deutlich überlegen war.

## Schlachtverlauf
Die Schlacht bei Lanckorona war die zweite militärische Auseinandersetzung vor dem Berg Lanckoronas und eine der bedeutendsten Zusammenstöße polnischer und russischer Truppen im Krieg der Konföderation von Bar. Sie fand am 23. Mai 1771 statt, als eine 1.300 Mann mit 18 Kanonen starke Formation polnischer Landadliger der Konföderation von Bar plötzlich von General Suworow und seinen 4.000 russischen Soldaten angegriffen wurde. Die Konföderierten von Bar erlitten eine schwere Niederlage, weil ihr neuer Kommandeur, der französische Gesandte Oberstleutnant Charles Dumouriez, am frühen Morgen durch Suvorovs Truppen entführt worden war und sie demnach ohne militärische Führung kämpften.
Viele Historiker gehen davon aus, dass Dumouriez in Wahrheit Sabotage beging, da er wegen der traditionell demokratischen Strukturen Polen-Litauens als Privatperson eigentlich ein ausgesprochener Gegner der polnisch-litauischen Adelsrepublik war und sie als Asiatische Nation bezeichnete. Als starkes Indiz dafür wird die Tatsache angebracht, dass Dumouriez unmittelbar nach der Niederlage Frankreichs bei der Schlacht von Neerwinden 1793 sogar seine eigene Nation betrog und sich auf die Seite Österreichs schlug. Zudem betrog er die Polen-Litauer später noch einmal, als er vertrauliche Informationen zum geheimen Plan des Kościuszko-Aufstands ans Königreich Preußen weitergab (von wo aus sie nach Russland gelangten).

## Folgen der Niederlage
Die Folgen der Niederlage waren verheerend. So zählten die Konföderierten von Bar einen Verlust von ca. 300 Soldaten (darunter ca. 100 Tote), die Kaiserlich Russische Armee dagegen nur einen Verlust von 4–5 toten Soldaten.